# Notaticus fasciatus
Notaticus fasciatus är en skalbaggsart som beskrevs av Zimmermann 1928. Notaticus fasciatus ingår i släktet Notaticus och familjen dykare. Inga underarter finns listade i Catalogue of Life.